# Горноводное
Горново́дное — посёлок в Ольгинском районе Приморского края России. Входит в состав Молдавановского сельского поселения.
Посёлок, как и Ольгинский район, приравнен к районам Крайнего Севера.

## География
Горноводное расположено в долине реки Солонцовая (впадает в реку Минеральная, приток Аввакумовки).
Посёлок стоит на автодороге Р447, до райцентра посёлка Ольга около 60 км.

## Население
| 2002 | 2008 | 2010 |
| ---- | ---- | ---- |
| 60   | ↗64  | ↘43  |

## Связь
Операторы сотовой связи — Билайн и МегаФон. Из-за особенностей рельефа устойчивая связь возможна только на небольшом удалении от села.

## Транспорт
Внутрирайонное автобусное сообщение с посёлком Ольга. Ежедневно проходит автобус Дальнегорск - Находка. На сегодняшний момент внутри  районного сообщения нет. Добраться можно только на автобусе Дальнегорск-Находка.  

## Минеральная вода «Горноводный источник»
В окрестностях посёлка Горноводное из артезианских скважин добывается минеральная вода «Горноводный источник».
Выходы минеральных вод на поверхность на перевале между долинами рек Аввакумовка и Маргаритовка известны с древности, упоминание об этом можно встретить в трудах Владимира Клавдиевича Арсеньева.
Основные месторождения открыты старателями в начале XX века у подножия Ольгинского хребта (урочище Ольгинский рудник) между бывшим селом Щербаковка и посёлком Горноводное.
В советское время в посёлке Горноводное был построен санаторий с водолечебницей районного значения, относящейся к Ольгинской центральной районной больнице, в 2010-е годы санаторий-профилакторий продолжает работу.
Промышленный розлив минеральной воды «Горноводный источник» начат в середине 1990-х годов в посёлке Ольга.